# Nick Rhodes
Nick Rhodes (születési nevén Nicholas James Bates, 1962. június 8. –) angol zenész, énekes és producer. a Duran Duran és az Arcadia alapítótagja. Egy rövid ideig "The Controller" néven szerepelt a 2004-2005-ös Astronaut turnék alatt. Az eredeti felállás legfiatalabb tagja.
Rhodesnak több mellékprojektje is volt, bár mind a Duran Duranhoz volt kapcsolható. 1985-ben az Arcadiával adott ki egy albumot (ennek tagjai voltak: Rhodes, Simon Le Bon és Roger Taylor), majd 2002-ben Stephen Duffyval (régi barátja és a Duran Duran első frontembere) lépett fel. 2013 márciusában megjelentette a TV Mania projektet Warren Cuccurulloval (korábbi Duran Duran gitáros). 2022-ben a Duran Duran tagjaként beiktatták a Rock and Roll Hall of Fame-be.

## Korai évek
Nicholas James Bates volt az egyetlen gyermeke egy Birminghami játékbolt tulajdonosainak. Jó körülmények között nőtt fel, a város Moseley kerületében. A Woodrush középiskolába járt Wythallban (Worcestershire). Ő és John Taylor RAF néven alapítottak egy együttest. Tizenhat évesen hagyta ott az iskolát, majd John Taylorral (akkor még gitáros), Stephen Duffyval (énekes) és Simon Colleyval (basszusgitár) megalapította a Duran Duran-t. Rhodes a tulajdonosa a Duran Duran névnek.
Nevét első Duran Duran interjúja közben változtatta meg, mikor az interjúztató megkérdezte tőle, hogy mi a neve. Hirtelen döntött a Nick Rhodes mellett, amely egy volt több opció közül amelyek szóba jöttek új névként. 1979-1980-ban állt össze a Duran Duran eredeti felállása és a birminghami Rum Runner klubban kezdtek játszani. A klub tulajdonosai lettek az együttes menedzserei és Rhodes lemezlovasként dolgozott nekik.

## Duran Duran
Az együttes gyorsan sikeres lett, amelynek központi szereplője volt Rhodes. Ő volt az aki felfedezte a videóklipjek potenciálját a zeneiparban és erőltette ezek készítését még az MTV elindítása előtt. A Duran Duran tagjai az 1980-as években Rhodes, Simon Le Bon, John Taylor, Roger Taylor és Andy Taylor voltak.
Az első albumuk, a Duran Duran 1981-ben jelent meg és gyorsan elismert tagjai lettek az Újromantikus mozgalomnak. Három további albumot adtak ki gyorsan egymás után: a Rio (1982), a Seven and the Ragged Tiger (1983) és az Arena (1984). Mindegyik megjelenést erőteljes promóciók előzték meg és hosszú turnék követték. 1984 közepére készen álltak egy szünetre. Az egyetlen további munkájuk 1984-ben a Band Aid kislemez, a "Do They Know It's Christmas" volt. 
Roger Taylor és Andy Taylor távozása után Rhodes, Le Bon és John Taylor folytatták a munkát Duran Duranként. Felvették és megjelentették a Notorious-t (1986) és a Big Thing-et (1988). Az együtteshez csatlakozott Warren Cuccurullo gitáros és Sterling Campbell dobos, akikkel felvették a Liberty-t (1990), de az együttes sikeressége a 80-as évek végére elkezdett eltűnni.
A Duran Duran sikeressége visszatért 1993-ban a The Wedding Albummal, amelyen szerepelt a top-10-es kislemez, az "Ordinary World". A világkörüli turnéjuk közepén Le Bonnak megsérült egy hangszála, amelynek következtében hat héttel eltolták a turnét.
Mikor John Taylor eltávozott 1997-ben, Le Bon és Rhodes maradtak az egyetlen tagok, akik a karrierjük kezdete elejétől a Duran Duran tagjai voltak. Le Bon, Rhodes és Cuccurullo két albumot adott ki együtt, a Medazzaland-ot (1997) és Pop Trash-t (2000).
2001-ben a Duran Duran eredeti öt tagja újra összeállt és kiadták az Astronaut-ot 2004-ben. Egy évtized után a "(Reach Up For The) Sunrise" kislemez volt az első top 10-es daluk a Brit kislemezlistán.

## Produceri munkák
Rhodes a Duran Durannal töltött első évek alatt tanult produceri technikákat és már a Rio (1982) albumon is részese volt az utómunkálatoknak. 
1983 elején felfedezte a Kajagoogoo együttest és producere volt a "Too Shy" kislemezüknek, amely 1. lett a Brit kislemezlistán.
Rhodes és Warren Cuccurullo három dalnak volt szerzője és producere az 1996-os Blondie albumon. Ezek végül nem kerültek fel az albumra, de a "Pop Trash Movie" végül szerepelt a 2000-es Duran Duran albumon, a Pop Trash-en.
2002-ben Rhodes együttműködött a The Dandy Warhols Welcome to the Monkey House albumán. 2004-ben producere volt a Riviera F debütáló EP-jének, amely Rhodes és Stephen Duffy kiadóján keresztül jelent meg (Pop Cult/Tape Modern).

## Magánélete
Rhodes Julie Anne Friedmannal egy yachtpartin találkozott 1982-es turnéjuk közben és 1984. augusztus 18-án házasodtak össze. Egy lányuk van Tatjana Lee Orchid (1986. augusztus 23.-). Miután egy időre szüneteltek és megpróbálták helyretenni kapcsolatukat, 1992-ben véglegesen elváltak. Rhodesnak több kapcsolata is volt azóta, de nem házasodott újra.
Rhodes karrierje elején érdeklődni kezdett a művészetekben. 1984 végén kiadta a saját könyvét, amelyekben absztrakt fényképek szerepeltek, Interference címen. A Hamilton Galériában (London) több képét is kiállították ezek közül. Gyakori vendége a Cannes-i filmfesztiválnak is.
2011 novemberében díszdoktori címet kapott a Bedfordshire Egyetemtől a zeneiparért tett munkájáért. Főnemesi származású a családja, apai ági nagyanyján (Irene Lavinia Bates) keresztül tagja a Lindley-Highfield családnak.
Rhodes vegetáriánus. 2012-ben elmondta, hogy kedvenc ételei az olasz, a libanoni és az indiai konyha. Central Londonban lakik a 80-as évek óta.

## Diszkográfia

### Duran Duran
- Duran Duran (1981)
- Rio (1982)
- Seven and the Ragged Tiger (1983)
- Notorious (1986)
- Big Thing (1988)
- Liberty (1990)
- Duran Duran (1993)
- Thank You (1995)
- Medazzaland (1997)
- Pop Trash (2000)
- Astronaut (2004)
- Red Carpet Massacre (2007)
- All You Need Is Now (2010)
- Paper Gods (2015)
- Future Past (2021)
- Danse Macabre (2023)

### Arcadia
- So Red the Rose (1985)

### The Devils
- Dark Circles (2002)

### TV Mania
- Bored with Prozac and the Internet? (2013)

### További albumok
- Only After Dark (John Taylorral) (2006)